# Disperse Blue 7
Disperse Blue 7 ist ein Anthrachinonfarbstoff aus der Gruppe der Dispersionsfarbstoffe, der unter anderem im Textilbereich zum Färben verwendet wird.

## Eigenschaften
Der Farbstoff ist als allergisierend bekannt und wird im Ökotex Standard 100 gelistet.

## Regulierung
In der Europäischen Union ist Disperse Blue 7 durch die Verordnung (EG) Nr. 1223/2009 in kosmetischen Mitteln verboten.